# Caso Leganés
Caso Leganés, también conocido como caso Severo Ochoa, es el nombre que se ha dado popularmente al caso de las sedaciones practicadas en el Hospital Severo Ochoa de Leganés (Madrid), entre 2004 y 2005.

## Cronología
A principios de marzo de 2005, se producen varias denuncias sobre presunta mala praxis en la administración de fármacos en el Hospital Severo Ochoa, ante las que consejero de Sanidad de la Comunidad de Madrid, Manuel Lamela, abre una inspección el 8 de marzo, remitiendo un par de días después 25 presuntas incidencias a la Fiscalía y releva temporalmente al entonces coordinador del servicio de Urgencias del Hospital, Luis Montes, por "supuesta mala praxis en la administración de fármacos" a pacientes terminales. La investigación intenta determinar si estos recibieron "dosis excesivas de fármacos" que les pudieran haber causado la muerte.
Posteriormente, el 22 de marzo, inspectores de Sanidad confirman "irregularidades administrativas", cesando la Consejería a Montes, al gerente y al director médico.
El 26 de mayo una comisión de expertos concluye que en 73 casos se produjeron sedaciones "inadecuadas o no indicadas", cuatro de ellas "expresamente contraindicadas". La consejería presenta denuncia con las conclusiones del informe de la comisión de expertos ante el Juzgado n.º 7 de Leganés.
El 2 de junio de 2006 el Colegio de Médicos de Madrid considera que ha habido mala praxis en 34 casos desde septiembre de 2003 a marzo de 2005, cuatro de ellos graves, pero sin que se pueda afirmar que la causa directa de las muertes fuese la medicación.
El 7 de septiembre de 2006 el Juzgado de lo Contencioso Administrativo n.º 18 de Madrid desestima el recurso interpuesto por Montes contra la orden de cese, al tratarse de un cargo de libre designación.
El 18 de septiembre comienza la toma de declaraciones a los médicos imputados y finalmente, el 22 de junio de 2007 se sobresee el caso, puesto que, aunque encuentra que se ha practicado mal la Medicina, no hay elementos suficientes para determinar si los fallecimientos se debieron "a la sedación indebida o a su enfermedad inicial".
El 3 de julio, el doctor Luis Montes anuncia que recurrirá el auto junto con los 11 compañeros médicos, ya que consideran que no hubo 'mala praxis'. En su escrito del 18 de octubre, el fiscal apoya asimismo el recurso de Luis Montes para que el juez del caso retire del auto de archivo la expresión que señala que cometió mala práctica.
Finalmente, el 28 de enero de 2008 la Audiencia Provincial de Madrid ratifica en un auto el sobreseimiento y archivo del caso, ordenando además que se suprima toda referencia a la posible mala práctica de los médicos denunciados.

## Publicaciones
- Luis Montes y Oriol Güell El caso Leganés, Editorial Aguilar, 2008, ISBN 9788403099814, pags. 224.[5][6]
- Cristina Losada, Morfina Roja: Toda la verdad sobre el caso del doctor Montes, las "sedaciones terminales" y la eutanasia que promueve el PSOE, Editorial Libros Libres, ISBN 8496088863, 256 págs.[7]

## Documental
- José Miguel Monzón Navarro (El Gran Wyoming), El Severo me duele, 2007, La Sexta.[8][9]